# Liceo Tommaso Gulli
Das staatliche Liceo Tommaso Gullì ist ein humanistisches, sprachliches, musisches und sozialökonomisches Gymnasium in der italienischen Stadt Reggio Calabria am Corso Vittorio Emanuele 69. Es wurde 1909 gegründet und 1923 nach dem Korvettenkapitän Tommaso Gulli (1879–1920) benannt. Zu den Unterrichtsfächern gehören die Fremdsprachen Englisch, Französisch, Spanisch und Deutsch.

## Geschichte
Die Geschichte des Gymnasiums Tommaso Gullì geht zurück auf den Wiederaufbau nach dem Erdbeben von Messina 1908, bei dem Reggio Calabria fast vollständig zerstört wurde. Zunächst fand der Unterricht in Baracken statt. Der Palazzo de Blasio, in dem das Gymnasium untergebracht ist, wurde 1911 von dem Ingenieur Domenico Genoese Zerbi gebaut. Die Stirnseite ist auf die Uferpromenade Lungomare gerichtet. Es war das erste öffentliche Gebäude der Stadt, das nach dem Erdbeben errichtet wurde. Bis 1923 war es eine weiterführende Schule für Mädchen. In den 1990er Jahren ging man vom traditionellen Lehrplan auf eine „sozio-psychopädagogische“ und neusprachliche Ausrichtung über. Anschließend wurden die Sozialwissenschaften in den Lehrplan aufgenommen. 2010 wurde es offiziell von Istituto Magistrale in Liceo umbenannt. Im Schuljahr 2020/21 wurde das Unterrichtsangebot durch einen musischen Zweig ergänzt.

## Sprachunterricht
Jeder Schüler des sprachlichen Zweigs muss ab dem ersten Unterrichtsjahr neben Italienisch und Latein drei Fremdsprachen lernen: Englisch, Französisch sowie Spanisch oder Deutsch. Diese Kurse finden im Nebensitz Guglielmo Marconi in der Via Caserma Borrace Crocevia statt. Die Klassenräume sind mit moderner Technik ausgestattet.

## Aktivitäten
Einmal im Jahr organisiert die Schule eine Schülerwoche, in der die Schüler sowohl lustige als auch lehrreiche, unabhängige Aktivitäten und Veranstaltungen planen. Das Liceo beteiligt sich an internationalen Schüleraustauschprogrammen.

## Bekannte Absolventen
- Antonino Basile (1908–1973), italienischer Historiker, Ethnograph und Schriftsteller[12]